# Xysticus soderbomi
Xysticus soderbomi är en spindelart som beskrevs av Schenkel 1936. Xysticus soderbomi ingår i släktet Xysticus och familjen krabbspindlar. Inga underarter finns listade i Catalogue of Life.